# 1753
Évszázadok: 17. század – 18. század – 19. század
Évtizedek: 1700-as évek – 1710-es évek – 1720-as évek – 1730-as évek – 1740-es évek – 1750-es évek – 1760-as évek – 1770-es évek – 1780-as évek – 1790-es évek – 1800-as évek
Évek: 1748 – 1749 – 1750 – 1751 –  1752 – 1753 – 1754 – 1755 – 1756 – 1757 – 1758

## Események

### Határozott dátumú események
- március 1. – Svédország áttér a Gergely-naptárra, azaz február 17-ét március 1-je követi.[1]
- május 1. – Stockholmban megjelenik Carl von Linné rendszertani műve a Species Plantarum, mely az általa kidolgozott kettős nevezéktant használta.[2]

### Határozatlan dátumú események
- Az év első felében Hódmezővásárhely környékén a kuruc időkre hivatkozva szervezkedés, majd pedig fegyveres felkelés indul a parasztok között.[3][4]

## Születések
- ? – Oppenheim Simon rabbi, vallási bíró († 1851)
- március 4. – Zichy Károly, országbíró, miniszter, Békés vármegye főispánja († 1826)
- március 9. – Jean-Baptiste Kléber, francia tábornok († 1800)
- március 13. – Fabchich József, győr-egyházmegyei áldozópap és tanár († 1809)
- május 8. – Miguel Hidalgo y Costilla, az 1810–1811-es mexikói függetlenségi harc vezetője († 1811)
- május 13. – Lazare Nicolas Marguerite Carnot, francia tábornok, politikus, tudós. († 1823)
- június 14. – Chudy József zeneszerző, karmester, az első magyar opera; a Pikkó herceg és Jutka Perzsi szerzője († 1813)
- november 14. – Péchy Imre alnádor, a Hétszemélyes Tábla bírája († 1841)
- november 20. – Louis-Alexandre Berthier, francia tábornagy, Neuchâtel, Valangin és Wagram hercege († 1815)

## Halálozások
- január 23. – George Berkeley, brit empirista filozófus, teológus és püspök (* 1685)
- február 9. – Carl Hårleman, svéd építész (* 1700)
- augusztus 19. – Johann Balthasar Neumann, német barokk és rokokó építész (* 1687)
- november 1. – Lucas Colb, erdélyi szász evangélikus lelkész (* 1680)